# Moore College of Art and Design

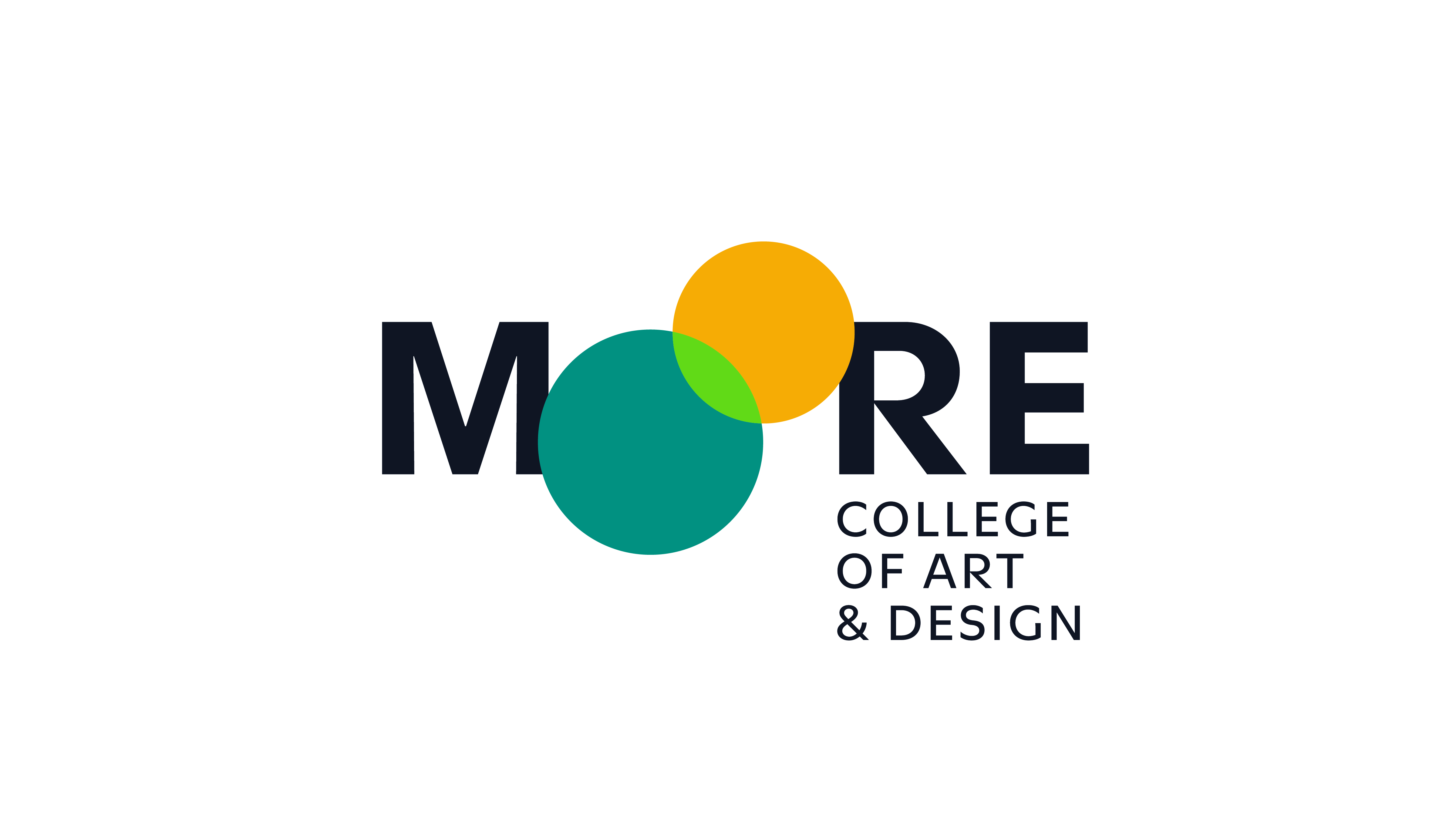
Logotipo do Moore College of Art and Design

Moore College of Art & Design é uma escola particular de arte na Filadélfia, Pensilvânia. Foi fundada em 1848 por Sarah Worthington King Peter como Philadelphia School of Design for Women, e foi renomeada como Moore College of Art & Design em 1989. Embora os programas de graduação da escola fossem historicamente abertos apenas para mulheres, Moore abriu a admissão para estudantes transgêneros, não-binários e não-conformes de gênero em 2020.Seus outros programas educacionais, incluindo programas de pós-graduação e programas para jovens, são mistos.